# NGC 7057
NGC 7057 هي مجرة محدبة تبعد حوالي 248 مليون سنة ضوئية تقع في كوكبة المجهر. سرعتها الشعاعية المحسوبة تبلغ 5385 كم/ثانية. تم اكتشافها من قبل عالم الفلك جون هيرشل في 2 سبتمبر 1836.

## وصلات خارجية
- NGC 7057 على موقع ويكي سكاي: DSS2, SDSS, GALEX, IRAS, Hydrogen α, X-Ray, Astrophoto, Sky Map, Articles and images